# L.R. Vicenza
El L.R. Vicenza es un club de fútbol de Italia, con sede en Vicenza, en Véneto. Fue fundado en 1902 y refundado en 2018. Compite en la Serie C, tercera categoría del fútbol italiano.

## Historia

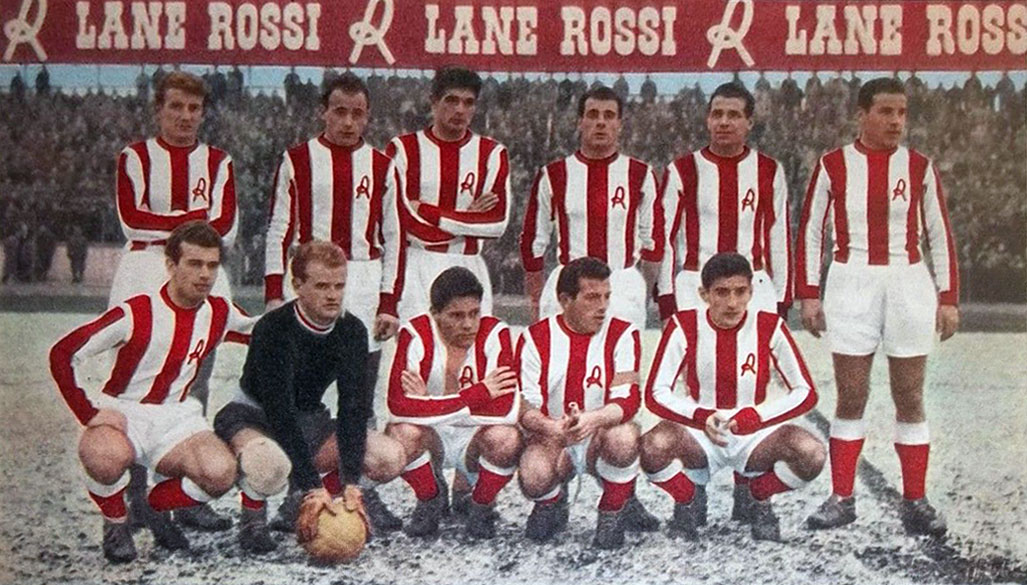
L.R. Vicenza 1953-1954

El 9 de marzo de 1902 se fundó la Associazione Del Calcio In Vicenza, siendo su primer presidente Tito Buy. 
En 1911 volvió a la final del Campeonato Italiano por primera vez; sin embargo perdió ante el Pro Vercelli.  En 1942-43 jugó su primer campeonato de Serie A.
Entre 1953 y 1990 el equipo se llamó Lanerossi Vicenza.
En 1966 su delantero Luís Vinício fue el Capocannoniere, en 1978 el Vicenza terminó segundo en la Serie A y sus delanteros Paolo Rossi repitieron el logro de Vinicio.
En el año 1997 gana su primer y único título, la Copa de Italia. En 1998 fue eliminado en semifinal de la Recopa de Europa.
El 18 de enero de 2018 el Vicenza Calcio quebró y concluyó la temporada en ejercicio provisorio. El 31 de mayo, el Bassano Virtus 55 ST de Bassano del Grappa adquirió los bienes de la antigua entidad en la subasta, cambiando de nombre a L.R. Vicenza Virtus y transfiriendo su sede social a Vicenza.
Actualmente, juega en la Serie C.

## Estadio

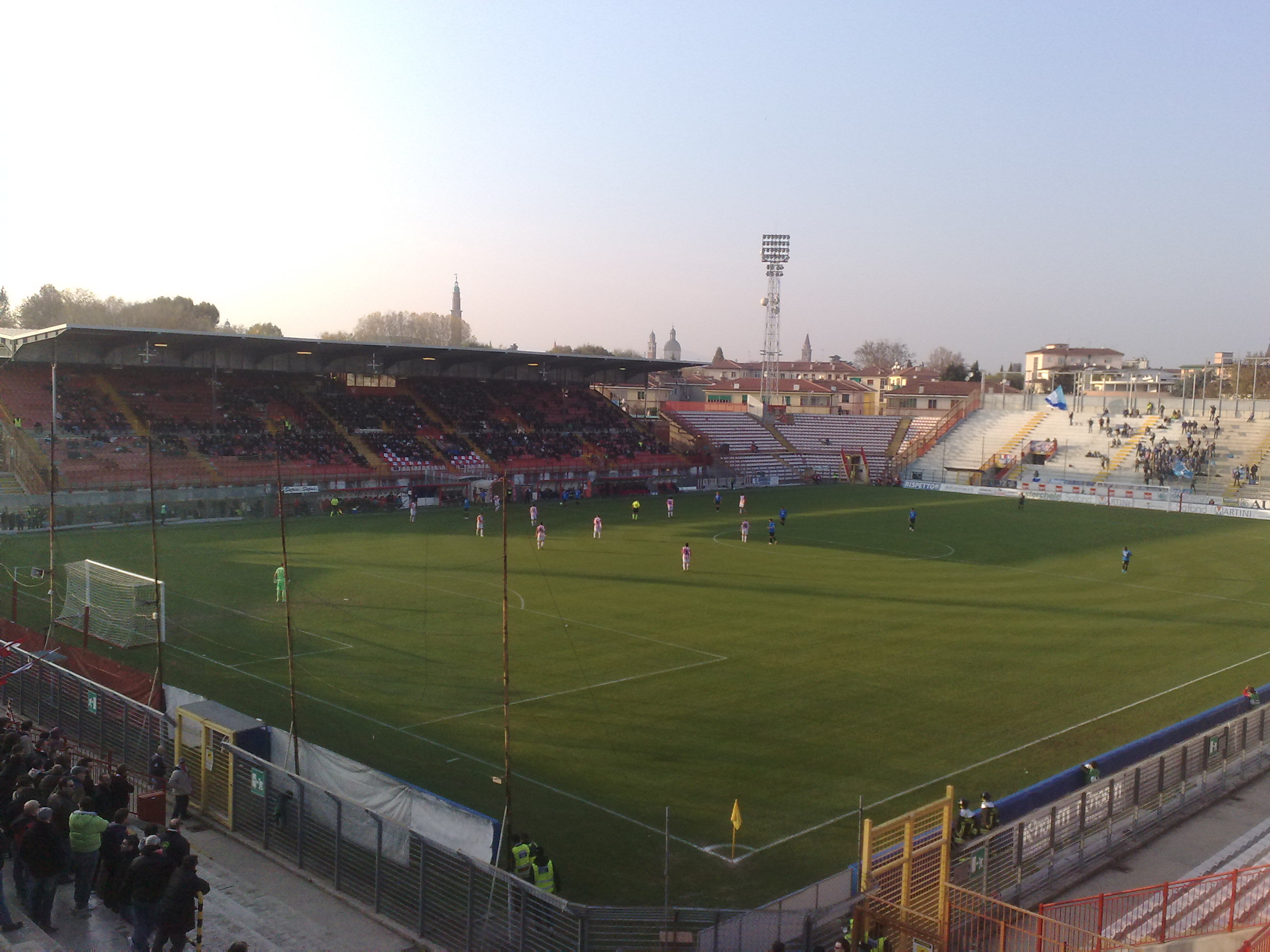
Estadio Romeo Menti.

Estadio Romeo Menti, fundado el 8 de septiembre de 1935, con capacidad para 12.000 personas. Dimensiones 105x68 metros.

## Jugadores

### Números retirados
25 -  Piermario Morosini, MED (2007-09, 2011) - homenaje póstumo.

## Palmarés

### Torneos nacionales
- Copa Italia (1): 1996-97
- Serie B (3): 1954-55, 1976-77, 1999-00

### Torneos interregionales
- Serie C (2): 1939-40 (Grupo B), 2019-20 (Grupo B)
- Coppa Italia Serie C (2): 1981-82, 2022-23

## Participación en competiciones europeas
| Temporada | Competición      | Ronda    | Club                   | Cómputo global | Ida     | Vuelta  |
| --------- | ---------------- | -------- | ---------------------- | -------------- | ------- | ------- |
| 1962/63   | Intertoto Cup    | Grupo B2 | Feyenoord              | 2-3            | 0-3 (F) | 2-0 (C) |
| 1962/63   | Intertoto Cup    | Grupo B2 | FC Bayern München      | 3-4            | 1-0 (C) | 2-4 (F) |
| 1962/63   | Intertoto Cup    | Grupo B2 | OFK Beograd            | 3-2            | 1-2 (F) | 2-0 (C) |
| 1971      | Copa Mitropa     | 1/8      | FK Radnicki Kragujevac | 3-1            | 0-1 (F) | 3-0 (C) |
| 1971      | Copa Mitropa     | 1/4      | Austria Salzburg       | 4-5            | 3-2 (C) | 1-3 (F) |
| 1974      | Copa Mitropa     | Grupo A  | Tatabányai Bányász     | 1-2            | 0-1 (F) | 1-1 (C) |
| 1974      | Copa Mitropa     | Grupo A  | FC Vorarlberg          | 3-1            | 0-0 (C) | 3-1 (F) |
| 1978/79   | UEFA Cup         | 1R       | Dukla Praga            | 1-2            | 0-1 (F) | 1-1 (C) |
| 1997/98   | Recopa de Europa | 1R       | Legia Varsovia         | 3-1            | 2-0 (C) | 1-1 (F) |
| 1997/98   | Recopa de Europa | 1/8      | FK Shaktar Donetsk     | 5-2            | 3-1 (F) | 2-1 (C) |
| 1997/98   | Recopa de Europa | 1/4      | Roda JC                | 9-1            | 4-1 (F) | 5-0 (C) |
| 1997/98   | Recopa de Europa | 1/2      | Chelsea FC             | 2-3            | 1-0 (C) | 1-3 (F) |